# Haut-shérif de Belfast
Le haut-shérif de Belfast (High Sheriff of Belfast en anglais) est le représentant judiciaire de la monarchie britannique dans le borough de comté de Belfast, en Irlande du Nord. 
La fonction est pour la première fois exercée dans le borough de comté par James Henderson (en), nommé en janvier 1900. Nicola Angela Verner, membre du Belfast City Council, est le haut-shérif de Belfast depuis le 17 janvier 2020.

## Histoire
La fonction de haut-shérif de Belfast est créé par le Local Government (Ireland) Act 1898 (en), une loi britannique de réforme du gouvernement local qui réorganise les limites des entités territoriales d’Irlande. Initialement nommé par le souverain britannique par le biais du lord-lieutenant d’Irlande (1900-1922) et, à la partition de l’île par le gouverneur d’Irlande-du-Nord (en) (1922-1973), il est depuis 1973 nommé par le secrétaire d’État à l’Irlande-du-Nord.
Les nationalistes irlandais et républicains du conseil n’autorisent pas la proposition de leurs noms pour être nommés à ce poste du fait de la connexion avec la monarchie.

## Description

### Titre
L’intitulé du poste reprend l’appellation originelle de « haut-shérif du comté de la cité de Belfast » (High Sheriff of the County of the City of Belfast) ; le titre devient au cours du XXe siècle celui « haut-shérif du borough de comté de Belfast » (High Sheriff of the County Borough of Belfast) et s’abrège plus simplement en « haut-shérif de Belfast » (High Sheriff of Belfast).
Dans l’ordre de préséance local, il suit le lord-lieutenant et devance le lord-maire dans la cité de Belfast. Aussi, il n’existe pas de formule de politesse particulière liée à la position de haut-shérif et le titre, neutre en anglais, est aussi bien porté par des titulaires masculins que féminins.

### Modalités de nomination
À la création de la fonction, le haut-shérif est nommé en même temps que le haut-shérifs des boroughs de comté irlandais par le lord-lieutenant d’Irlande, puis, à partir de 1922, par le gouverneur d’Irlande-du-Nord (en).
Depuis la réforme du régime de dévolution de 1973, le secrétaire d’État à l’Irlande-du-Nord, membre du gouvernement de Sa Majesté, désigne tous les haut-shérifs nord-irlandais sous la forme de nominations d’État (State appointments). Le Belfast City Council et le haut-shérif sortant soumettent chaque année jusqu’à trois noms de personnalités qualifiées pour occuper le poste au secrétaire d’État. Il est d’usage qu’une seule personnalité soit proposée et que celle-ci soit membre du conseil.

### Mandat
Le mandat d’un shérif est renouvelé annuellement.
Contrairement au lord-maire et au vice-lord-maire qui entrent en fonction au mois de mai ou au mois de juin à la réunion générale annuelle, le haut-shérif exerce son mandat de janvier à décembre d’une même année civile.

### Juridiction
Au sens du Local Government (Ireland) Act 1898 (en), le haut-shérif exerce ses attributions dans les limites de la juridiction des assises, appelée de façon formelle le « comté de la cité de Belfast » (County of the City of Belfast). Or, ces limites correspondent à celle du borough de comté de Belfast établies par le Belfast Corporation Act 1896 à compter du 1er avril 1897,.
Bien que la juridiction entre en vigueur au 1er avril 1899, le premier haut-shérif n’est nommé qu’en janvier 1900,.

## Investiture

### Cérémonie
Après la désignation d’un nouveau haut-shérif, une cérémonie d’investiture est organisée au Belfast City Hall. Le haut-shérif entrant doit y prêter serment et reçoit à cette occasion les attributs de la charge. Il entre dès lors en fonction.

### Attributs
Des insignes particuliers sont remis au haut-shérif de Belfast lors de son investiture :
- un collier de fonction (en) (chain of office) ;
- et un badge de fonction (badge of office) portant les inscriptions de « haut-shérif du comté de la cité de Belfast » (High Sheriff of the County of the City of Belfast) et les armes de la corporation de la cité de Belfast.

## Rôle
Historiquement, le haut-shérif est le protecteur des intérêts de la monarchie, mais la fonction de haut-shérif est devenue depuis les années 1970 principalement honorifique.
Son rôle se retreint à suppléer le lord-maire de Belfast lors des événements officiels.

## Liste des haut-shérifs
| Identité                            | Nomination       | Souverain | Qualité |
| ----------------------------------- | ---------------- | --- | --- |
| James Henderson (en)                | Janvier 1900     | Victoria | Échevin de Belfast Lord-maire de Belfast (1898-1899) Maire de Belfast (1873-1874)                                                                                               |
| Otto Jaffe (en)                     | Janvier 1901     | Victoria | Échevin de Belfast Lord-maire de Belfast (1899-1900) |
| Otto Jaffe (en)                     | Janvier 1901     | Édouard VII | Échevin de Belfast Lord-maire de Belfast (1899-1900) |
| Samuel Lawther                      | Janvier 1902     | Échevin de Belfast | |
| Robert Anderson (en)                | Janvier 1903     | Échevin de Belfast | |
| Henry Hutton                        | Janvier 1904     | | |
| Henry O’Neill                       | Janvier 1905     | | |
| William Coates (en)                 | Janvier 1906     | Conseiller de Belfast (à partir de 1902)                                                                                             | |
| Peter O’Connell                     | Janvier 1907     | | |
| John McCaughey                      | Janvier 1908     | | |
| Francis Curley                      | Janvier 1909     | | |
| George Doran                        | Janvier 1910     | | |
| George Doran                        | Janvier 1910     | Georges V | |
| Crawford McCullagh (en),            | Janvier 1911     | Conseiller de Belfast | |
| James Johnston (en)                 | Janvier 1912     | | |
| Frank Workman                       | Janvier 1913     | | |
| Jonh Tyrrell                        | Janvier 1914     | | |
| John Campbell White                 | Janvier 1915     | | |
| Robert Dunlop                       | Janvier 1916     | | |
| William Tougher                     | Janvier 1917     | | |
| Robert M. Gaffikin                  | Janvier 1918     | Conseiller de Belfast | |
| Samuel Mercier                      | Janvier 1919     | | |
| William George Turner (en)          | Janvier 1920     | | |
| Joseph Davison                      | Janvier 1921     | | |
| Henry McKeag,                       | 22 février 1922  | Conseiller de Belfast | |
| James Augustine Duff (en),          | 31 janvier 1923  | Échevin de Belfast | |
| Hugh McLaurin,                      | 31 janvier 1924  | Conseiller de Belfast | |
| William Macartney,                  | 31 janvier 1925  | Conseiller de Belfast | |
| Oswald Jamison,                     | 30 janvier 1926  | Échevin de Belfast | |
| Samuel Cheyne,                      | 1er février 1927 | Conseiller de Belfast | |
| Julia McMordie (en),                | 31 janvier 1928  | Échevin de Belfast Membre du Parlement (1921-1925), élue à Belfast South                                                             | |
| Samuel Hall-Thompson (en),          | 31 janvier 1929  | Échevin de Belfast Membre du Parlement (1929-1953), élu à Belfast Clifton (en)                                                       | |
| James McKinney,                     | 27 janvier 1930  | Conseiller de Belfast | |
| David Cecil Lindsay,                | 29 janvier 1931  | | |
| Francis James Holland,              | 28 janvier 1932  | Conseiller de Belfast | |
| Richard Milligan Harcourt           | 30 janvier 1933  | Conseiller de Belfast | |
| James Dunlop Williamson             | 29 janvier 1934  | Échevin de Belfast | |
| George Ruddell Black (en)           | 29 mai 1935      | Échevin de Belfast | |
| George Ruddell Black (en)           | 29 mai 1935      | Échevin de Belfast | Édouard VIII |
| Thomas McConnell (en),              | 3 juin 1936      | Échevin de Belfast Membre du Parlement (1922-1929), élu à Belfast North Membre du Parlement (1921-1922), élu à Belfast Duncairn (en) | |
| Thomas McConnell (en),              | 3 juin 1936      | Échevin de Belfast Membre du Parlement (1922-1929), élu à Belfast North Membre du Parlement (1921-1922), élu à Belfast Duncairn (en) | Georges VI |
| Thomas Loftus Cole (en),            | 30 octobre 1937  | Conseiller de Belfast Vice-lord-maire de Belfast (1938-1939)                                                                         | |
| Thomas Loftus Cole (en),            | 27 mai 1938      | Conseiller de Belfast Vice-lord-maire de Belfast (1938-1939)                                                                         | |
| Samuel Boyd Thompson                | 30 mai 1939      | Conseiller de Belfast | |
| William Dowling,                    | Juin 1940        | Conseiller de Belfast | |
| Percival Brown (en)                 | Juin 1941        | Conseiller de Belfast | |
| Thomas Henderson (en),              | Juin 1942        | Échevin de Belfast Membre du Parlement (1925-1929), élu à Belfast Shankill (en) Membre du Parlement (1929-1953), élu à Belfast North | |
| Frederick William Kennedy           | Juin 1943        | | |
| Alfred Hinds                        | Juin 1944        | Échevin de Belfast | |
| Robert Brown Alexander,             | Juin 1945        | Conseiller de Belfast | |
| Cecil McKee (en),                   | Juin 1946        | Conseiller de Belfast | |
| William Ernest George Johnston (en) | Juin 1947        | Conseiller de Belfast | |
| James Norritt (en)                  | Juin 1948        | Conseiller de Belfast | |
| Robert Harcourt (en),               | Juin 1949        | Conseiller de Belfast Membre du Parlement (1949-1955), élu à Belfast Woodvale (en)                                                   | |
| Stuart Knox Henry                   | Juin 1950        | Conseiller de Belfast | |
| William Harpur                      | Juin 1951        | Conseiller de Belfast | |
| William Harpur                      | Juin 1951        | Conseiller de Belfast | Élisabeth II |
| Andrew Scott                        | Juin 1952        | Échevin de Belfast | |
| Robert Pierce                       | Juin 1953        | Échevin de Belfast | |
| William Neill (en)                  | Juin 1954        | Échevin de Belfast Membre du Parlement (1945-1950), élu à Belfast North                                                              | |
| Robert Kinahan (en),                | Juin 1955        | Échevin de Belfast | |
| Walter H. Cooper                    | Juin 1956        | Échevin de Belfast | |
| Herbert Jefferson                   | Juin 1957        | Conseiller de Belfast | |
| Florence Elizabeth Breakie          | Juin 1958        | Conseiller de Belfast | |
| Martin Kelso Wallace (en)           | Juin 1959        | Échevin de Belfast | |
| William Duncan Geddis (en)          | Juin 1960        | Échevin de Belfast | |
| William Jenkins (en)                | Juin 1961        | Conseiller de Belfast | |
| William John McCracken              | Juin 1962        | Échevin de Belfast | |
| Joseph Foster Cairns (en),          | Juin 1963        | Conseiller de Belfast | |
| William Christie (en)               | Juin 1964        | Conseiller de Belfast | |
| John Abbott Lewis                   | 23 juin 1965     | Conseiller de Belfast | |
| Matthew Thomas Orr                  | 23 juin 1966     | Conseiller de Belfast | |
| Thomas Rea                          | 23 juin 1967     | Conseiller de Belfast | |
| Hugh Robert Brown                   | Juin 1968        | Conseiller de Belfast | |
| Myles Humphreys (en),               | Juin 1969        | Conseiller de Belfast | |
| John William Kennedy (en)           | Juin 1970        | Conseiller de Belfast Membre du Parlement (1962-1973), élu à Belfast Cromac (en)                                                     | |
| Francis Wills Watson                | Juin 1971        | | |
| Walter Shannon                      | Juin 1972        | Échevin de Belfast | |
| Alfred Walker Shaw,                 | Juin 1973        | Échevin de Belfast | |
| James Stewart,                      | Janvier 1975     | Conseiller de Belfast | |
| William Cecil Corry                 | Janvier 1976     | Conseiller de Belfast | |
| John Allen                          | Janvier 1977     | Conseiller de Belfast | |
| John Carson (en),                   | Janvier 1978     | Conseiller de Belfast | |
| Grace Bannister (en),               | Janvier 1979     | Conseiller de Belfast Vice-lord-maire de Belfast (1975-1977)                                                                         | |
| Michael Brown,                      | Janvier 1980     | Échevin de Belfast | |
| Muriel Pritchard,                   | Janvier 1981     | Échevin de Belfast | |
| Alfie Ferguson (en),                | Janvier 1982     | Conseiller de Belfast | |
| Donnell Deeny (en),                 | Janvier 1983     | Conseiller de Belfast | |
| Pauline Whitley,                    | Janvier 1984     | Conseiller de Belfast | |
| Andrew Cairns,                      | Janvier 1985     | | |
| Herbert Ditty,                      | Juillet 1985     | | |
| Vacance de la fonction (1986-1989)  |                  | | |
| James Kirkpatrick (en)              | Janvier 1990     | Élisabeth II | Conseiller de Belfast Membre de l’Assemblée parlementaire (1982-1986), élu à Belfast South                                                                                      |
| Joseph Coggle,                      | Janvier 1991     | Élisabeth II | Échevin de Belfast |
| Thomas Patton (en),                 | Janvier 1992     | Élisabeth II | Conseiller de Belfast Lord-maire de Belfast (1982-1983) |
| James Walker                        | Janvier 1993     | Élisabeth II | Conseiller de Belfast |
| Mary Margaret Crooks,               | Janvier 1994     | Élisabeth II | Échevin de Belfast |
| John Parkes,                        | Janvier 1995     | Élisabeth II | Échevin de Belfast |
| Joseph Coggle,                      | Juin 1995        | Élisabeth II | Échevin de Belfast |
| Steve McBride (en)                  | Août 1996        | Élisabeth II | Conseiller de Belfast |
| Nelson McCausland (en),             | Février 1997     | Élisabeth II | Conseiller de Belfast |
| James Clarke (en),                  | Février 1998     | Élisabeth II | Conseiller de Belfast |
| Robin Newton (en)                   | Janvier 1999     | Élisabeth II | Conseiller de Belfast |
| Tom Campbell,                       | Janvier 2000     | Élisabeth II | Conseiller de Belfast |
| Alan Crowe,                         | Janvier 2001     | Élisabeth II | Conseiller de Belfast |
| Wallace Browne,                     | Janvier 2002     | Élisabeth II | Conseiller de Belfast |
| Margaret Clarke,                    | 22 janvier 2003  | Élisabeth II | Conseiller de Belfast |
| Ruth Patterson,                     | Janvier 2004     | Élisabeth II | Conseiller de Belfast |
| David Browne (en),                  | Janvier 2005     | Élisabeth II | Conseiller de Belfast |
| William Humphrey (en),              | Janvier 2006     | Élisabeth II | Conseiller de Belfast |
| James Kirkpatrick (en),             | Janvier 2007     | Élisabeth II | Conseiller de Belfast |
| Margaret McKenzie,                  | Janvier 2008     | Élisabeth II | Conseiller de Belfast |
| Frank McCoubrey (en),               | Janvier 2009     | Élisabeth II | Conseiller de Belfast |
| Christopher Stalford (en),          | Janvier 2010     | Élisabeth II | Conseiller de Belfast |
| Ian Adamson (en),                   | Janvier 2011     | Élisabeth II | Conseiller de Belfast Membre de l’Assemblée législative (1998-2003), élu à Belfast East                                                                                         |
| May Campbell                        | Janvier 2012     | Élisabeth II | Échevin de Belfast |
| Brian Kingston,                     | Janvier 2013     | Élisabeth II | Conseiller de Belfast |
| Lydia Patterson,                    | Janvier 2014     | Élisabeth II | Conseiller de Belfast |
| Gareth McKee,                       | Janvier 2015     | Élisabeth II | Conseiller de Belfast |
| James Rodgers (en),                 | 21 janvier 2016  | Élisabeth II | Échevin de Belfast Lord-maire de Belfast (2001-2002 et 2007-2008) Vice-lord-maire de Belfast (1997-1998) Membre du forum d’Irlande-du-Nord (en) (1996-1998), élu à Belfast East |
| Thomas Haire,                       | 16 janvier 2017  | Élisabeth II | Échevin de Belfast (depuis 2015) |
| Carole Howard,                      | 15 janvier 2018  | Élisabeth II | Conseiller de Belfast (depuis 2015) |
| Thomas Sandford,                    | 16 janvier 2019  | Élisabeth II | Échevin de Belfast (depuis 2015) |
| Nicola Angela Verner,               | 17 janvier 2020  | Élisabeth II | Conseiller de Belfast (depuis 2019) |